# Orbite terrestre haute

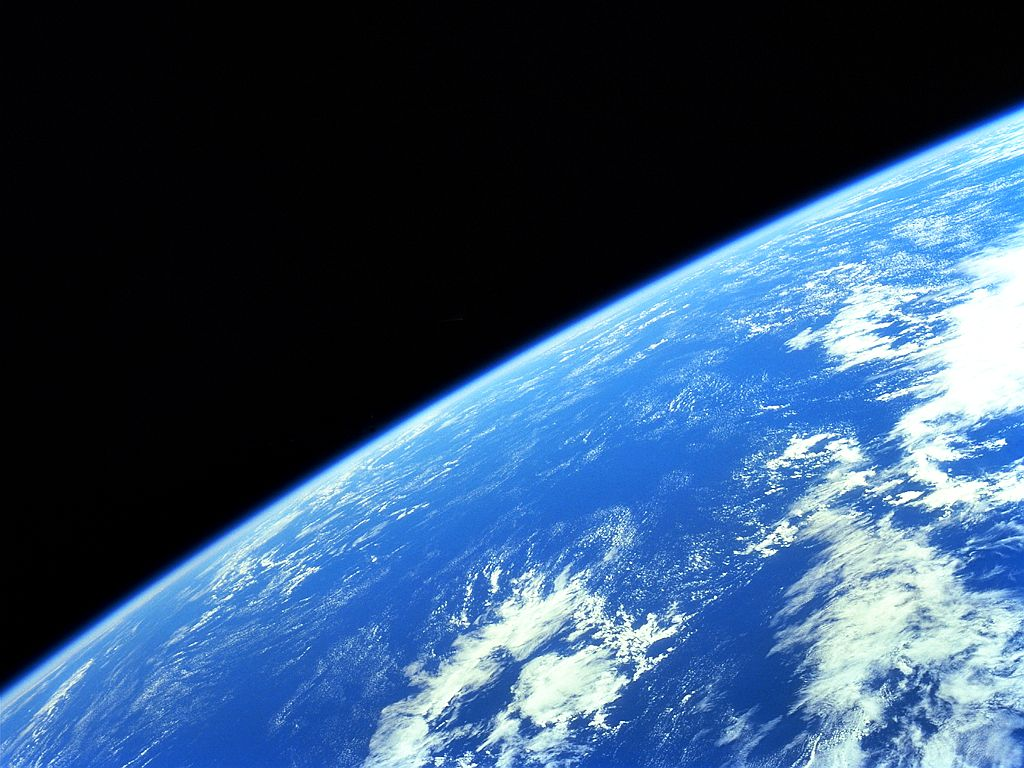
Une vue à la hauteur d'une orbite terrestre de la Terre.

Pour les articles homonymes, voir HEO.
Pour un article plus général, voir Orbite terrestre.
Une orbite terrestre haute est une orbite terrestre dont l'apogée est situé au-dessus de l'orbite géosynchrone, soit environ 35 786 kilomètres.

## Exemples de satellites dans l'orbite terrestre haute
| Nom          | Identifiant COSPAR | Date de lancement | Périgée    | Apogée     | Période orbitale | Inclinaison | Excentricité orbitale | Orbite elliptique élevée |
| ------------ | ------------------ | ----------------- | ---------- | ---------- | ---------------- | ----------- | --------------------- | ------------------------ |
| Molniya 1-01 | 1965-030A          | 23 avril 1965     | 538 km     | 39 300 km  | 708 min          | 65°         | 0,736864              | oui                      |
| Vela 1A,     | 1963-039A          | 17 octobre 1963   | 101 925 km | 116 528 km | 6 519,6 min      | 37,8°       | 0,063                 | non                      |